# La Chronique des pauvres amants
Pour plus de détails, voir Fiche technique et Distribution.
La Chronique des pauvres amants (titre original : Cronache di poveri amanti) est un film italien réalisé par Carlo Lizzani, sorti en 1954 et adapté du roman éponyme de Vasco Pratolini, publié en 1947.

## Synopsis
À Florence, en 1925, dans une petite rue de la cité, la Via del Corso, l'observation réaliste de la vie quotidienne, des amours, des contrariétés et des disputes de leurs habitants. Mais, dans un contexte marqué par la montée du fascisme, la surveillance étroite des Chemises noires, le climat de suspicion et de délation, l'existence ne peut plus être la même qu'autrefois. D'autant que les combats meurtriers entre fascistes et antifascistes tournent à l'avantage des premiers.

## Fiche technique
- Titre original : Cronache di poveri amanti
- Titre français : La Chronique des pauvres amants
- Réalisation : Carlo Lizzani
- Scénario : Sergio Amidei, Giuseppe Dagnino, Massimo Mida et Carlo Lizzani, d'après le roman homonyme de Vasco Pratolini
- Photographie : Gianni Di Venanzo, noir et blanc
- Décors : Pek G. Avolio
- Musique : Mario Zafred
- Montage : Enzo Alfonsi
- Production : Giuliani G. De Negri, Antonio Greco, Alberto Puccini pour Cooperativa Spettatori Produttori Cinematografica
- Durée : 115 minutes
- Genre : drame
- Pays de production :  Italie
- Année de réalisation : 1954
- Dates de sortie :
  - Italie : 6 février 1954
  - France : 13 décembre 1957

## Distribution

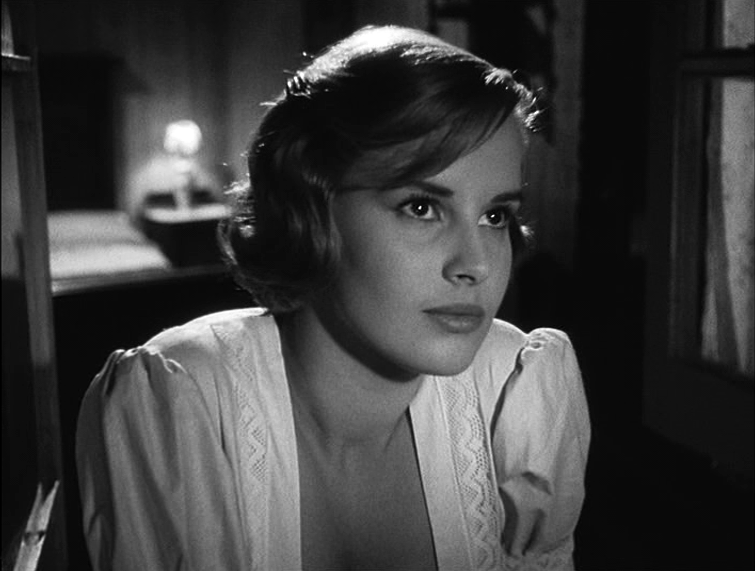
Antonella Lualdi dans le film.

- Anna Maria Ferrero : Gesuina
- Antonella Lualdi : Milena
- Marcello Mastroianni : Ugo
- Giuliano Montaldo : Alfredo
- Cosetta Greco : Elisa
- Gabriele Tinti : Mario Parigi
- Adolfo Consolini : Maciste
- Bruno Berellini : Carlino

## Distinction
- Prix International ex æquo au Festival de Cannes 1954[2]

## Commentaires
- En 1950, la censure italienne fit avorter un premier projet d'adaptation cinématographique que devait réaliser Luchino Visconti. Carlo Lizzani contourne l'opposition des grands producteurs en recourant à une coopérative de spectateurs et en mettant en scène « un romanzo corale où s'enchevêtrent, au hasard des jours, les histoires et les drames de la Via del Corno. Le fascisme s'installe, d'abord sournoisement, puis à visage découvert. Dans la nuit du 4 octobre 1925, les squadristes se déchaînent, ratissent Florence, arrêtent et assassinent. La liberté agonise dans cette Saint-Barthélémy des opposants. »[3]
- « Quant à l'histoire d'amour, elle sera, elle aussi, transcendée par les idées de révolte et de liberté qui emportent le récit dans un mouvement lyrique d'une belle ampleur. »[4]
- « [...] Avec Cronaca dei poveri amanti,  j'ai pris certaines distances avec le néo-réalisme qui me semblait devenir un cadre trop strict. J'ai voulu également m'intéresser au paysage intérieur : la psychologie des personnages, leur intimité, même si elle demeure intégrée à un cadre de vie sociale. J'ai aussi aimé jeter un regard sur l'histoire », dit Carlo Lizzani[5].